# 超自動化
超自動化（Hyperautomation）是有關機器人流程自動化（RPA）、人工智能（AI）、機器學習（ML）及流程挖掘等先進技術，在业务过程自动化中的應用。
高德纳咨询公司將超自動化列為2020年自動化十項趨勢之一。他們指出機器人流程自動化（RPA）是超自動化的一部份。報告中指出：「機器人流程自動化本身不是超自動化，超自動化需要許多工具的結合，來複製人們在自動化過程中所參與的工作。」。
超自動化的主要重點是瞭解自動化機制的範圍、彼此之間的關係，以及各機制之間如何連接，如何協調運作。